# Ao Vivo em Copacabana
Ao Vivo em Copacabana é o álbum de estreia da cantora brasileira Claudia Leitte. Seu lançamento ocorreu no dia 27 de junho de 2008 através da gravadora Universal Music, e contém onze canções, até então, inéditas no repertório de Leitte, além de regravações da sua antiga banda Babado Novo.
O álbum foi gravado durante um concerto único para mais de 1 milhão de pessoas na lendária praia de Copacabana no Rio de Janeiro no dia 17 de fevereiro de 2008, com participações especiais de Gabriel o Pensador, Daniela Mercury, Badauí, Carlinhos Brown e Wando. O concerto ganhou um registro especial em vídeo, lançado em formato de DVD em 11 de agosto de 2008, acompanhado de um disco bônus com um documentário marcando a transição da carreira de Leitte, do Babado Novo para a carreira solo.
Do álbum, foram extraídos quatro singles, sendo eles "Exttravasa", inicialmente lançado em versão estúdio e mais tarde uma versão ao vivo com participação de Gabriel o Pensador, "Pássaros", "Beijar na Boca" e Horizonte. Todos os singles figuraram entre as dez canções mais executadas nas rádios brasileiras durante o seu período de trabalho. "Exttravasa" e "Beijar na Boca" foram certificadas com disco de diamante pela Pro-Música Brasil, devido às 500 mil cópias vendidas por telefonia móvel e internet, enquanto "Pássaros" foi certificada com disco de platina devido às 100 mil cópias vendidas.
As canções presentes no DVD que não fizeram o corte final no CD, foram compiladas e lançadas em um extended play digital pela Universal Music em 5 de setembro de 2008, com o título de "Ao Vivo Em Copacabana: Músicas Extraídas do DVD".

## Antecedentes
"Os músicos do Babado continuarão com a Claudinha, o empresário, o assessor e até a segurança continuam os mesmos. A única coisa que muda é que a marca Babado Novo vai deixar de existir. A partir de agora será somente Claudia Leitte"

— Assessoria de imprensa de Claudia Leitte sobre a carreira solo da cantora
Durante o lançamento do canção "Exttravasa" no programa Mais Você, Claudia Leitte disse que estava deixando a banda Babado Novo para poder seguir uma carreira solo. Apesar da decisão, toda a banda e equipe que trabalhou ao lado dela durante os anos de Babado Novo, iriam participar da carreira solo. Em 3 de janeiro de 2008, Leitte participou de uma reunião junta de seus empresários e produtores para decidir o repertório e os figurinos que seriam usados na gravação. No dia seguinte, foi divulgado para a imprensa que o álbum de estreia de Leitte seria gravado na praia de Copacabana no Rio de Janeiro.
Durante uma coletiva de imprensa realizada no Copacabana Palace em 15 de fevereiro de 2008, Leitte revelou que a escolha da Praia de Copacabana como palco do seu primeiro show solo foi ideia do seu marido Márcio Pedreira, que segundo ele, "Copacabana é o postal do Universo". Leitte ainda contou que foi difícil agendar essa data para a gravação do DVD: "Foi uma batalha. Desde agosto do ano passado [2007], estamos tentando esse dia."
Na mesma coletiva, Leitte anunciou que estava gravando um documentário para integrar como "Lado B" do DVD. O documentário foca sua rotina, além da transição do Babado Novo para a carreira solo. Para Leitte, "o documentário é tão importante quanto a apresentação. É como se fosse lado A, lado B."

## Desenvolvimento
Claudia Leitte se responsabilizou pela direção musical e cênica da gravação. O palco foi elaborado para ser uma mega-estrutura com 15 metros de altura, 36 metros de boca, três passarelas em direção ao público, 12 torres de delay e 200 movie-lightsde luz e mais de um milhão de watts. Foram usadas mais de 25 câmeras durante a gravação.
Os figurinos usados por Claudia Leitte e sua banda durante a gravação foram desenvolvidas pelo estilista Walério Araújo e pelo figurinista Yan Acioli.
Para a seleção do repertório, Claudia quis apresentar as canções que a consagraram ao longo de sete anos de carreira, além de apresentar canções inéditas. Novos arranjos foram elaborados em parceria com Robson Nonato e Mikael Mutti: "Fazemos um trabalho de pesquisa sonora muito minucioso, procurando elementos diversos, mas que tenham nexo quando misturados", diz Claudia. Claudia considerou o álbum maduro, onde a própria fez questão de enfatizar influências da black music e do hip hop: "Nosso amadurecimento é muito nítido nesse disco. Ousamos mais e recriamos as canções conhecidas com uma sonoridade bem diferente, o que é fruto das nossas vivências e referências. A influência do hip hop e da black music – que eu, particularmente, adoro – está mais enfatizada".
O repertório contém 24 músicas, sendo 7 inéditas. Durante uma entrevista para a sua gravadora Universal Music, Leitte comentou sobre todas as faixas presentes no álbum. "Exttravasa" representa a transição do Babado Novo para a carreira solo, servindo como ato de abertura do álbum. "Tenho uma admiração profunda por ele, seu texto é intenso, muito rico e popular", disse Claudia sobre a participação de Gabriel, o Pensador na faixa. "Doce Paixão" para Leitte é um marco na carreira do Babado Novo, dizendo que quando a ouviu pela primeira vez através do compositor Ramon Cruz, teve certeza que iria gravar. "Cai Fora", o segundo single do Babado Novo, fala sobre a independência da mulher. "Banho de Chuva" foi gravada em homenagem ao empresário de Leitte. Para a cantora, "No Carnaval de Salvador" lembra as composições de Chico Buarque, dizendo que a canção tem uma história com muito sentimento.
Claudia pretendia cantar "Copacabana" de Barry Manilow com Daniela Mercury. Mercury apresentou a canção "Cidade Elétrica" para Leitte, que gostou da música e decidiu colocá-la no repertório. Ambas aprenderam a letra de última hora. "Horizonte" foi composta por um fã, Tito, e foi gravada em homenagem aos seus fãs: "Tito, um fã, aparecia em todos os shows que fazíamos no interior de São Paulo. Um dia ele entregou essa música de sua autoria a meu produtor, coloquei no iPod e as lágrimas caíam, tive certeza de que a cantaria. Também é uma maneira de homenagear todos os meus fãs. É uma forma de dizer, cantando uma música feita por um fã, que eles são parte da minha história."
Quando "Arriba (Xenhenhém)" foi apresentada para Claudia, a letra incentivava o uso de bebidas alcoólicas até "cair no chão". A cantora modificou a letra incentivando os cuidados que se deve ter quando há o consumo do álcool. Assim como "Cidade Elétrica", "Beijar na Boca" entrou no repertório de última hora. "Pensando em Você", originalmente gravada no último álbum do Babado Novo, Ver-te Mar, quase não foi lançada como single em 2007, porque segundo Leitte, a gravadora achava a letra muito grande, quase um "livro", a considerando um fracasso. Por insistência da cantora, a canção se tornou single e ficou em primeiro lugar nas rádios brasileiras por mais de dois meses. Sobre a recepção do público durante a canção na gravação, Leitte relembra que "Nunca vou esquecer das pessoas cantando a letra inteira, o ‘livro’, em Copacabana." "Pássaros", composição de Mikael Mutti, foi apresentada para Leitte através de uma ligação, deixando a cantora extremamente emocionada com a letra. Mikael deu a letra de presente para Leitte, sendo mais tarde lançada como o segundo single do álbum.

## Capa do álbum
Claudia Leitte fez um ensaio fotográfico para ilustrar a capa e o encarte do álbum. O fotógrafo responsável foi André Schiliró. A logotipo presente na capa do álbum foi feita por Pedrinho da Rocha a pedido da cantora, que havia solicitado uma logomarca com as iniciais "CL". De acordo com Pedrinho, para fazer a logotipo "não saía outro elemento gráfico para representar sua ascensão a não ser uma estrela". O projeto gráfico foi feito por Geraldo Alves Pinto com coordenação gráfica de Geysa Adnet. As fotos do concerto presente no encarte foram feitas por Washington Possato e as fotos aéreas do show foram feitas por Fábio Nunes.
Ao pesquisar na internet diversas capas de álbuns ao vivo, Claudia notou que em todas elas foram usadas fotos de algum momento do show, onde o cantor está segurando um microfone. Ela quis se diferenciar, dizendo a Geraldo Alves Pinto que queria que a capa mostrasse somente o seu rosto, dando ênfase ao seu olhar. Como nenhuma foto do show satisfez o seu desejo, ela agendou uma sessão de fotos com André Schiliró. De acordo com Claudia, a primeira foto feita durante a sessão foi a escolhida para ser a capa do álbum. A expressão feita pela cantora na capa tem o intuito de transmitir a força que ela descobriu que tinha durante a gravação do álbum. Claudia pediu que a capa e contra-capa fossem preto, branco e vermelho, como referência à Sin City.

## Lista de faixas
| Ao Vivo em Copacabana – CD |                                                         |                                                                                    |         |  |
| N.º                        | Título                                                  | Compositor(es)                                                                     | Duração |  |
| 1.                         | "Exttravasa" (participação de Gabriel O Pensador)       | Sérgio Rocha Zeca Brasileiro Adson Tapajós Jean Carvalho                           | 4:22    |  |
| 2.                         | "Doce Paixão"                                           | Ramon Cruz                                                                         | 3:41    |  |
| 3.                         | "Cai Fora / Foto na Estante / Banho de Chuva"           | Rocha Brasileiro Tapajós                                                           | 4:31    |  |
| 4.                         | "Bola de Sabão" (participação de Badauí)                | Cruz                                                                               | 4:21    |  |
| 5.                         | "No Carnaval De Salvador"                               | Rocha Brasileiro Tapajós                                                           | 4:03    |  |
| 6.                         | "Busy Man (Sem Você)" (participação de Carlinhos Brown) | Carlinhos Brown Arnaldo Antunes                                                    | 2:58    |  |
| 7.                         | "Insolação do Coração"                                  | Brown Michael Sullivan                                                             | 3:40    |  |
| 8.                         | "Cidade Elétrica" (participação de Daniela Mercury)     | Jorge Zarath Manno Góes                                                            | 3:14    |  |
| 9.                         | "Dyer Maker / A Camisa e o Botão"                       | Robert Plant, Jimmy Page, John Bonham, John Paul Jones / Jauperi, Tenisson Del Rey | 4:27    |  |
| 10.                        | "Horizonte"                                             | Tito                                                                               | 4:14    |  |
| 11.                        | "Arriba (Xenhenhém)"                                    | Luciano Pinto Alan Moraes Durval Luz Nino Balla Claudia Leitte                     | 3:14    |  |
| 12.                        | "Beijar Na Boca"                                        | Blanch Roger Tom                                                                   | 3:06    |  |
| 13.                        | "Rock Tribal"                                           | Alain Tavares Gilson Babilônia                                                     | 2:47    |  |
| 14.                        | "Pensando em Você"                                      | Henrique Cerqueira                                                                 | 5:20    |  |
| 15.                        | "Fogo e Paixão" (participação de Wando)                 | Rose                                                                               | 3:15    |  |
| 16.                        | "Quem é de Fé Balança"                                  | Rocha Brasileiro Tapajós                                                           | 2:57    |  |
| 17.                        | "Pássaros"                                              | Mikael Mutti                                                                       | 3:37    |  |
| 18.                        | "Eu Grito"                                              | Pinto Tavares Luz Balla Leitte                                                     | 4:27    |  |
| Duração total:             | Duração total:                                          | Duração total:                                                                     | 68:00   |  |

## Desempenho nas tabelas musicais e certificações
| Tabela (2008)            | Melhor posição |
| ------------------------ | -------------- |
| Brasil (ABPD Top Álbuns) | 1              |

| Tabela (2008)            | Melhor posição |
| ------------------------ | -------------- |
| Brasil (ABPD Top Álbuns) | 18             |

| Brasil (ABPD)                                                                           | Ouro | +100.000^ |
| ^ vendas baseadas nos números de tiragens * certificado baseado nos números de tiragens |      |           |

## Extended play
Ao Vivo Em Copacabana: Músicas Extraídas do DVD é o primeiro extended play da cantora brasileira Claudia Leitte. Foi lançado simultaneamente com a coletânea As 05 Melhores - Claudia Leitte lançada no dia 5 de setembro de 2008 sob o selo da Universal Music. O extended play foi disponibilizado apenas para download digital. O EP traz as únicas quatro faixas que estão presente no repertório do DVD Ao Vivo em Copacabana que não fazem parte do repertório do CD. A capa do álbum foi reutilizada para a capa do extended play, sendo a tarja "especial digital" a diferença entre elas.

### Lista de faixas
| N.º            | Título                                       | Compositor(es)                                                                                              | Duração |  |
| 1.             | "Fulano in Sala"                             | Sérgio Rocha, Adson Tapajós, Zeca Brasileiro                                                                | 3:42    |  |
| 2.             | "Eu Fico / Amor à Prova / Janeiro a Janeiro" | Claudia Leitte, Sérgio Rocha, Luciano Pinto / Sérgio Rocha, Zeca Brasileiro, Adson Tapajós / Zezito Doceiro | 4:23    |  |
| 3.             | "Lirirrixa"                                  | Sérgio Rocha, Claudia Leitte, Luciano Pinto                                                                 | 3:25    |  |
| 4.             | "Me Chama de Amor"                           | Alexandre Peixe, Beto Garrido                                                                               | 3:49    |  |
| Duração total: | Duração total:                               | Duração total:                                                                                              | 14:39   |  |

## DVD
Ao Vivo em Copacabana é o primeiro álbum de vídeo da cantora brasileira Claudia Leitte. Foi lançado em 11 de agosto de 2008 pela Universal Music. O álbum vem acompanhado de dois discos, sendo que o primeiro inclui o concerto ao vivo gravado na praia de Copacabana no Rio de Janeiro em 17 de fevereiro de 2008, junto com dois videoclipes e um making of. O segundo disco traz o documentário Meu Nome é Claudia Leitte, documentário que acompanha a transição de Leitte para sua carreira solo.

### Meu Nome é Claudia Leitte
O segundo disco traz um documentário em formato de reality show com imagens e depoimentos inéditos sobre a vida, o dia a dia e os bastidores dos shows de Claudia Leitte ainda no Babado Novo. O documentário mostra os últimos meses de Claudia Leitte na banda Babado Novo e todo os preparativos para a gravação de seu DVD em Copacabana e o início de sua carreira solo. Assim como o concerto no primeiro disco, este documentário foi dirigido por LP Simonetti e Inês Vergara.

### Lista de faixas
| Ao Vivo em Copacabana – Disco 1 |                                                         |          |  |
| N.º                             | Título                                                  | Duração  |  |
| 1.                              | "Exttravasa" (participação de Gabriel O Pensador)       |          |  |
| 2.                              | "Rock Tribal"                                           |          |  |
| 3.                              | "Fulano in Sala"                                        |          |  |
| 4.                              | "Quem é de Fé Balança"                                  |          |  |
| 5.                              | "Beijar Na Boca"                                        |          |  |
| 6.                              | "Dyer Maker / A Camisa e o Botão"                       |          |  |
| 7.                              | "Cidade Elétrica " (participação de Daniela Mercury)    |          |  |
| 8.                              | "Doce Paixão"                                           |          |  |
| 9.                              | "No Carnaval de Salvador"                               |          |  |
| 10.                             | "Eu Fico / Amor à Prova / Janeiro a Janeiro"            |          |  |
| 11.                             | "Bola de Sabão" (participação de Badauí)                |          |  |
| 12.                             | "Pássaros"                                              |          |  |
| 13.                             | "Pensando em Você"                                      |          |  |
| 14.                             | "Horizonte"                                             |          |  |
| 15.                             | "Lirirrixa"                                             |          |  |
| 16.                             | "Busy Man (Sem Você)" (participação de Carlinhos Brown) |          |  |
| 17.                             | "Eu Grito"                                              |          |  |
| 18.                             | "Fogo e Paixão" (participação de Wando)                 |          |  |
| 19.                             | "Arriba (Xenhenhém)"                                    |          |  |
| 20.                             | "Cai Fora / Foto na Estante / Banho de Chuva"           |          |  |
| 21.                             | "Me Chama de Amor"                                      |          |  |
| 22.                             | "Insolação do Coração"                                  |          |  |
| Duração total:                  | Duração total:                                          | 01:27:00 |  |

| Ao Vivo em Copacabana – Disco 1 (bônus) |                                       |         |  |
| N.º                                     | Título                                | Duração |  |
| 1.                                      | "Making of"                           |         |  |
| 2.                                      | "Beijar na Boca" (Videoclipe Ao Vivo) |         |  |
| 3.                                      | "Exttravasa" (Videoclipe)             |         |  |
| Duração total:                          | Duração total:                        | 112 min |  |

| Ao Vivo em Copacabana – DVD (Disco 2) |                                            |          |  |
| N.º                                   | Título                                     | Duração  |  |
| 1.                                    | "Meu Nome é Claudia Leitte" (Documentário) |          |  |
| Duração total:                        | Duração total:                             | 01:11:00 |  |

### Desempenho nas tabelas musicais e certificações
| Tabela (2008)          | Melhor posição |
| ---------------------- | -------------- |
| Brasil (ABPD Top DVDs) | 1              |

| Tabela (2008)          | Melhor posição |
| ---------------------- | -------------- |
| Brasil (ABPD Top DVDs) | 6              |

| Brasil (ABPD)                                                                           | Diamante | +500.000^ |
| ^ vendas baseadas nos números de tiragens * certificado baseado nos números de tiragens |          |           |

## Prêmios e indicações
Lista de prêmios e indicações pelo álbum Ao Vivo em Copacabana.
| Ano  | Categoria | Premiação                             | Resultado |
| ---- | --------- | ------------------------------------- | --------- |
| 2009 | Melhor CD | Prêmio Multishow de Música Brasileira | Indicado  |

## Músicos participantes
- Allan Moraes: baixo
- Sérgio Rocha: guitarra, violão e vocais
- Alderico Neto (Buguelo): bateria
- Luciano Pinto: teclados, scratches e vocais
- Nino Balla, Júnior Macarrão e Durval Luz: percussão
- Nivaldo Cerqueira: sax-tenor
- Sinhô Cerqueira: trompete
- Carlinhos Pitanga: trombone
- Tita Alves e Angela Lopo: vocais

## Histórico de lançamento
| País           | Data                    | Formato(s)               | Gravadora       |
| -------------- | ----------------------- | ------------------------ | --------------- |
| Brasil         | 27 de junho de 2008     | CD                       | Universal Music |
| Brasil         | 30 de junho de 2008     | download digital         | Universal Music |
| Estados Unidos | 5 de agosto de 2008     | CD                       | Universal Music |
| Brasil         | 11 de agosto de 2008    | DVD                      | Universal Music |
| Portugal       | 11 de agosto de 2008    | download digital         | Universal Music |
| Japão          | 24 de agosto de 2008    | CD                       | Universal Music |
| Estados Unidos | 2 de setembro de 2008   | DVD                      | Universal Music |
| Mundo          | 5 de setembro de 2008   | EP                       | Universal Music |
| Brasil         | 2009                    | DVD (musicpac)           | Universal Music |
| Brasil         | 2009                    | CD (musicpac)            | Universal Music |
| Brasil         | 13 de fevereiro de 2013 | download digital (vídeo) | Universal Music |